# Síndrome del sabio
El síndrome del sabio (Savant syndrome en inglés) es una afección rara en la que una persona con discapacidades mentales significativas demuestra determinadas habilidades en un grado muy por encima del promedio. Las habilidades en las que sobresalen están generalmente relacionadas con la memorización, la hipercalculia, la interpretación de mapas, la composición musical o las facultades artísticas vinculadas a la sinestesia.
Los afectados por el síndrome, que suele manifestarse ya en la infancia, muestran algún trastorno del desarrollo neurológico, como trastornos del espectro autista, o padecer alguna lesión cerebral. Aproximadamente la mitad de los casos están asociados con el autismo, por lo que a veces se los denomina «sabios autistas». Este conjunto de rasgos peculiares no está reconocido como enfermedad mental en el DSM-5.

## Historia
El término "idiot savant" ("idiota erudito" en francés) fue utilizado por primera vez para describir la condición en 1887 por el médico británico John Langdon Down, conocido por su descripción del síndrome de Down. El término "sabio idiota" se consideró posteriormente erróneo, puesto que no todos los casos reportados se ajustaban a la definición de idiota, originalmente utilizada para una persona con una discapacidad intelectual muy severa. El término "sabio autista" también se utilizó como descripción del trastorno. Pero al igual que "sabio idiota", el término llegó a ser considerado inapropiado porque solo la mitad de los diagnosticados con el síndrome del sabio eran autistas. La necesidad de precisión en el diagnóstico y de no afectar a la dignidad de los afectados, hizo que el término síndrome del sabio pasara a ser ampliamente aceptado.

## Prevalencia
Se estima que el síndrome del sabio afecta a una persona entre cada millón, y más a hombres que a mujeres, en una proporción de 6 a 1. El primer informe médico sobre la afección data de 1783. Entre las personas con autismo, entre 1 de cada 10 y 1 de cada 200 tienen el síndrome del sabio en algún grado. En 2009 se estimaba que había menos de cien sabios con habilidades realmente extraordinarias entre toda la población mundial.

## Características
Según Darold Treffert los sapientes o sabios se caracterizan por tener una memoria prodigiosa y de un tipo especial, que él define como "muy profunda, pero excesivamente estrecha". "Estrecha" en el sentido de, siempre según él, que pueden recordar pero tienen dificultad a la hora de utilizarla.
Treffert agrupa los casos que ha estudiado en cuatro categorías principales:
Arte (música, pintura y escultura)Los sapientes del tipo artístico se caracterizan por ser grandes intérpretes musicales, especialmente de piano, así como pintores y escultores. Suelen tener habilidades innatas para comprender e interpretar la música.
Cálculo de fechasOtros pueden memorizar calendarios enteros y recordar el día de la semana de cada día u otra información sobre cada fecha.
Cálculo matemáticoPara Treffert, entran en esta categoría las personas con capacidad para realizar complejos cálculos matemáticos mentalmente y de forma instantánea, con gran precisión, como por ejemplo el cálculo de números primos o divisiones con gran número de decimales.
Habilidades mecánicas y espacialesSe trata de personas con una gran capacidad para medir distancias con gran exactitud sin instrumentos, construcción de maquetas ni memorizando mapas o direcciones.
De acuerdo con Treffert, también tendrían síndrome de sabio las personas con facilidad para el aprendizaje de múltiples idiomas, y uno de cada diez autistas tienen las habilidades de un sapiente. Según él, la mitad son autistas, mientras que el resto tiene otra incapacidad relacionada con el desarrollo personal, con el retraso mental, con una lesión cerebral, o con una enfermedad mental.

## Teorías sobre el síndrome del sabio
Actualmente, no existe ninguna teoría médica capaz de explicar la razón de esta curiosa condición humana, no al menos en su totalidad. Aunque algunos sabios o sapientes han sufrido lesiones cerebrales, otros han tenido episodios considerados “anormales”,  por lo menos no se han podido detectar mediante las técnicas de diagnóstico actuales. De hecho, ciertos neurólogos apoyan la tesis de que las personas con síndrome del sabio tal vez "compartan" con los superdotados ciertos subprocesos mentales correspondientes a un nivel concreto del cerebro.
Se ha descubierto que parte de sus asombrosas habilidades están relacionadas con el sobredesarrollo del hemisferio cerebral derecho. En el síndrome de sabio, las hipótesis formuladas bajo la posibilidad de una existencia de daño cerebral en el hemisferio izquierdo han sido respaldadas por las actuales pruebas de neuroimagen. De esta manera, un savant podría tener el hemisferio derecho más desarrollado, siendo este el responsable de tales talentos extraordinarios.
Las características cerebrales de los sapientes son consecuencia de una anomalía en las conexiones neuronales, causadas durante el desarrollo embrionario o por contusiones cerebrales posteriores al nacimiento. Es por ello que este padecimiento está en gran medida relacionado con el autismo. En general, el síndrome se considera un tipo de autismo especial, asemejándose al síndrome de Asperger.

## Sapientes prodigiosos y no prodigiosos
Un sapiente o sabio prodigioso es aquel cuyo nivel de habilidades le permite ser clasificado como prodigio, por tener un talento excepcional, incluso en ausencia de una discapacidad cognitiva. Los sapientes prodigiosos son aquellos cuyas habilidades se consideran extraordinarias, incluso en personas sin ningún tipo de limitación o diagnóstico de incapacidades.
El rasgo más común de las personas con este síndrome es su aparentemente ilimitada habilidad nemotécnica. Algunos incluso poseen una memoria eidética. Los sapientes prodigiosos son extremadamente raros. Se han registrado menos de un centenar de casos en un siglo de investigación. Darold Treffert, uno de los principales investigadores de este síndrome, ha estimado que existen menos de cincuenta personas que lo padecen hoy en día. En la página web de la Wisconsin Medical Society, de la que es expresidente, aparecen 29 personas con el síndrome.